# Personaggi di Mobile Battleship Nadesico

L'equipaggio della Nadesico

Il seguente è un elenco dei personaggi più importanti della serie di anime e manga Mobile Battleship Nadesico. 

## Equipaggio della Nadesico

### Akito Tenkawa
Doppiato da Yūji Ueda (ed. giapponese), Massimiliano Alto (serie) e Lorenzo Scattorin (film) (ed. italiana)
Akito Tenkawa (天河 明人?, Tenkawa Akito) è nato su  Marte e rimasto orfano dopo che i genitori sono apparentemente morti in un'azione militare. Il suo sogno è da sempre stato quello di diventare un abile cuoco. Nonostante lui abbia una nanomacchina che gli permetta di pilotare gli Aestivalis, Akito si rifiuta di diventare un pilota: la sua prima esperienza su un Aestevalis per lui fu traumatica, benché si dimostrò particolarmente abile.
A causa della mancanza di piloti sull'astronave, Akito venne ufficialmente nominato pilota. Fan di Gekiganger 3 fin da bambino, la sua passione per la serie è condivisa dal co-pilota Gai Daigoji. Inoltre il capitano della Nadesico Yurika Misumaru, sua amica d'infanzia, ha una cotta per lui, ma il ragazzo è spesso terrorizzato dalle sue avances.

### Yurika Misumaru
Doppiata da Hōko Kuwashima (ed. giapponese), Federica De Bortoli (serie) e Silvana Fantini (film) (ed. italiana)
Yurika Misumaru (御統 ユリカ?, Misumaru Yurika) è la bellissima ma un po' bizzarra capitano della Nadesico nonché amica di infanzia di Akito Tenkawa. Innamoratissima di lui, diventa ferocemente gelosa quando qualche altra ragazza mostra interesse nei confronti di Akito, il quale considera l'amica pazza. 
A volte Yurika Misumaru appare anche un po' sciocca, spesso equivocando commenti fatti da altri su di lei come segni di apprezzamento o devozione, e dimenticando o "romanzando" eventi che hanno avuto a che fare con lei ed Akito. Nonostante ciò è un ottimo capitano, ed una costante fonte di incoraggiamento e ispirazione per il resto della truppa.

### Ruri Hoshino
Doppiata da Omi Minami (ed. giapponese), Gemma Donati (serie) e Patrizia Mottola (film) (ed. italiana)
Ruri Hoshino (星野 ルリ?, Hoshino Ruri), la "fata elettronica", ha il comando del computer di bordo Omoikane con cui ha un rapporto quasi affettivo, interrogandolo spesso su questioni che esulano dalla missione della Nadesico. Ruri è una bambina-prodigio, totalmente diversa dal resto della truppa, che lei considera nient'altro che idioti. Spesso viene chiamata "Ruriruri" da Minato, un altro membro del ponte di controllo. Inoltre coordina il segmento Naze Nani Nadesico e funge da narratore all'inizio di ogni episodio. Ruri è molto fredda e decisamente colta e non le piace fare ciò che normalmente piace al resto della truppa. Il suo maggior divertimento sono i videogiochi e parlare con Omoikane. Nel manga è Ruri il capitano della Nadesico.

### Gai Daigoji
Doppiato da: Tomokazu Seki (ed. giapponese) e Simone Mori (ed. italiana)
Gai Daigoji, è nato come Jiro Yamada (un nome "qualunque" in Giappone), ma ha insistito che Gai Daigoji fosse il nome giusto per la sua anima, convincendo gli altri a chiamarlo così. Gai è anche un avido otaku di Gekiganger 3, anche lui come Akito è un pilota di Aestivalis, cosa che lo riempie di gioia. Pieno di energia ed orgoglio, sia in battaglia che nella vita di tutti i giorni, ce l'ha con Akito per essere stato scelto come primo pilota, ma diventano amici grazie alla passione per gli anime. Benché uno dei sogni di Gai fosse di morire eroicamente in battaglia, nella realtà lui muore senza troppe cerimonie durante una fuga di prigionieri a bordo della Nadesico, colpito da un colpo di pistola. Akito comincerà a prendere seriamente la propria missione proprio in seguito alla morte dell'amico.

### Megumi Reinard
Doppiata da: Naoko Takano (ed. giapponese), Ilaria Latini (serie), Debora Magnaghi (film, una scena) e ? (film) (ed. italiana)
Ex-doppiatrice, ha il compito di ufficiale alle comunicazioni della Nadesico. È una ragazza molto gentile e generosa. È anche la prima a ricevere attenzioni da parte di Akito, anche se in realtà lui non è così tanto innamorato come lei pensa, cosa che le procurerà una profonda delusione.

### Jun Aoi
Doppiato da: Kentarō Itō (ed. giapponese), Daniele Raffaeli (serie) e Paolo De Santis (film) (ed. italiana)
Primo ufficiale a bordo della Nadesico, Jun è profondamente innamorato di Yurika al punto di seguirla a bordo dell'astronave solo per poterla proteggere, anche se in realtà il capitano non lo considera altro che un amico. Una gag ricorrente infatti è proprio il continuo equivocare le parole di Yurika da parte di Jun, alimentando smisuratamente il proprio amore.

### Ines Fressange
Doppiata da: Naoko Matsui (ed. giapponese), Pinella Dragani (serie) e Lorella De Luca (film) (ed. italiana)
È colei che ha sviluppato il sistema di transizione della Nadesico per Nergal, prima che Marte fosse invasa dalle Lucertole di Giove. Quando la nave ritornò sul pianeta, lei salì a bordo, affermando che i coloni superstiti rifiutavano di salire, convinti che la nave sarebbe stata presto distrutta; in ogni caso, un attacco avvenuto subito dopo uccise tutti coloro che non erano a bordo della nave, e lasciando lei unica superstite. Il suo ruolo è di coordinare il segmento Naze Nani Nadesico insieme a Ruri, come consulente tecnica, tentando di insegnare al resto della truppa il funzionamento della nave.

### Ryoko Subaru
Doppiata da: Chisa Yokoyama (ed. giapponese), Stella Musy (serie) e Cinzia Massironi (film) (ed. italiana)
Pilota di Aestivalis, è fuggita dalla colonia L2 quando questa è stata distrutta dalle Lucertole di Giove, portando con sé Izumi Maki e Hikaru Amano. È la più fiera e combattiva delle tre, anche se durante un attacco a sorpresa è costretta a chiedere l'aiuto di Akiro, cosa che le fa perdere la stima ed il rispetto di Izumi e Hikaru.

### Izumi Maki
Doppiata da: Miki Nagasawa (ed. giapponese), Tiziana Avarista (serie) e Francesca Bielli (film) (ed. italiana)
Pilota di Aestivalis, arriva dalla colonia L2 insieme a Ryoko ed ha uno strano senso dell'umorismo.

### Hikaru Amano
Doppiata da: Shiho Kikuchiki (ed. giapponese), Perla Liberatori (serie) e Alessandra Karpoff (film) (ed. italiana)
Pilota di Aestivalis, e fan sfegatata di Gekiganger 3, viene espulsa dalla colonia L2, finisce per essere recuperata "involontariamente" dalla Nadesico, finendo letteralmente contro Akito.

### Nagare Akatsuki
Doppiato da: Ryōtarō Okiayu (ed. giapponese), Massimo De Ambrosis (serie) e Luca Sandri (film) (ed. italiana)
Nagare entra in scena dopo che la Nadesico è fuggita da Marte; abile pilota di Aestivalis, Nagare salva Akito durante la battaglia, mentre lui era in preda ad un attacco di panico ed incapace di muoversi. Viene presto assegnato alla Nadesico insieme ad Erina Won, con cui ha una misteriosa relazione. Nonostante non abbia una grande stima per Akito, i due saranno in grado di lavorare insieme in perfetta sintonia.

### Haruka Minato
Doppiata da: Maya Okamoto (ed. giapponese), Eleonora De Angelis (serie) e Cristiana Rossi (film) (ed. italiana)
Timoniere principale della Nadesico, ha abbandonato il suo lavoro di segretaria in un'importantissima società per unirsi alla truppa, ritenendola un'esperienza più interessante. Ha una relazione di amore-odio con Goat Hoary. In un'occasione aiuta Tsukomo, e si innamora di lui dopo aver litigato con Goat.

### Erina Kinjo Won
Doppiata da: Yūko Nagashima (ed. giapponese), Barbara De Bortoli (serie) e Silvana Fantini (film) (ed. italiana)
Erina si unisce alla Nadesico contemporaneamente con Nagare Akatsuki, e anche lei si dimostra un personaggio estremamente irritante. Il suo ruolo sarebbe solo quello di co-timoniere, ma alla fine finisce per comandare su tutti, capitano compreso.

### Mr. Prospector
Doppiato da: Kenichi Ono (ed. giapponese), Marco Mete (serie) e Antonello Governale (film) (ed. italiana)
Il vero nome di Mr. Prospector non viene mai rivelato, ma il suo ruolo non è solo quello di contabile di Nergal ma anche di ufficiale di reclutamento della Nadesico.

### Seiya Uribatake
Doppiato da: Nobuo Tobita (ed. giapponese), Roberto Chevalier (serie) e Luca Bottale (film) (ed. italiana)
Asso meccanico, Seiya si unisce alla Nadesico per sfuggire alle proprie responsabilità con moglie e figli, e allo stesso tempo corteggiare le belle ragazze a bordo. L'unica con cui riesce ad avere una relazione è Hikaru.

### Goat Hoary
Doppiato da: Jūrōta Kosugi (ed. giapponese), Alessandro Rossi (serie) e Riccardo Lombardo (film) (ed. italiana)
Uomo estremamente serio e di poche parole, Goat sembra essere il guardiano della truppa. Ha anche avuto una relazione con Haruka Minato per un periodo. È molto forte fisicamente, al punto di riuscire a trasportare due persone contemporaneamente.

### Howmei
Doppiata da: Miyuki Ichijou (ed. giapponese), Cristina Boraschi (serie) e Alessandra Felletti (film) (ed. italiana)
Capocuoco sulla Nadesico, Howmei è responsabile dell'alimentazione della truppa, nonché "mentore" di Akito per quanto  riguarda tutte le varietà di cibi terrestri. Sapendo che ogni pasto che cucina potrebbe essere l'ultimo per la truppa, si impegna sempre per cucinare le cose più desiderate da tutti.

### Itsuki Kazama
Doppiata da: Hōko Kuwashima (ed. giapponese) e ? (ed. italiana)
Itsuki arriva come pilota sostituto quando Akito lascia la nave con Megumi, durante il breve periodo natalizio della Nadesico sulla Terra. È conosciuta come un'abile pilota.

## Abitanti di Giove

### Tsukumo Shiratori
Doppiato da: Tomokazu Seki (ed. giapponese) e Francesco Prando (ed. italiana)
Tsukumo è il comandante delle forze di Giove nonché pilota di mecha. È simile per aspetto e carattere a Gai Daigoji.

### Yukina Shiratori
Doppiata da: Ikue Ōtani (ed. giapponese), Alida Milana (serie) e Debora Magnaghi (film) (ed. italiana)
Yukina è la sorella minore di Tsukumo, ed è disgustata che il fratello si sia innamorato di una terrestre (Haruka Minato). Per tale ragione si infiltra sulla Nadesico per assassinare la donna in questione, ma dopo averla incontrata, capisce che persona meravigliosa sia. Quando suo fratello viene ucciso, Minato diventa la sua unica amica. Sembra avere una cotta per Jun.

### Genichiro Tsukuomi
Doppiato da: Toshiyuki Morikawa (ed. giapponese), Danilo Di Martino (serie) e Gianluca Iacono (film) (ed. italiana)
Migliore amico di Tsukumo Shiratori e suo compagno di battaglia, litigherà con lui, quando questo si innamorerà della terrestre Haruka Minato. In seguito credendo che Tsukumo abbia tradito gli abitanti di Giove gli sparerà per ordine del vice ammiraglio Hiroki Kusakabi. In seguito a questa azione sarà assalito dai dubbi, e nel film Il principe delle tenebre, lo si vedrà lavorare nella Nadesico.